# Balma de Can Bosc
La balma de Can Bosc és un balma de petites dimensions situada en una terrassa de la riera de Rajadell (Bages), inclòs a l'Inventari del Patrimoni Arqueològic i Paleontològic de Catalunya.
Es troba a tocar del camí que discorre per la vall de la riera. Per arribar‐hi cal situar‐se en l'eix transversal direcció Manresa‐Calaf i prendre la sortida de Rajadell. Un cop creuada la vila, cal agafar una pista forestal que apareix a l'esquerra i que porta fins a la balma.
Va ser utilitzada com un dipòsit d'enterrament col·lectiu secundari del període que va del Neolític a l‘edat del bronze (2500 a 1200 aC).

## Descobriment i història de les investigacions arqueològiques
El 1989 es va fer la troballa fortuïta per un grup d'excursionistes manresans que van trobar dos cranis a la balma. L'any 1993 el jaciment és catalogat com a element d'interès arqueològic en el Pla Especial de Protecció del Patrimoni Arqueològic, Històric i Paisatgístic de Rajadell, i el 1995 realitzà l'excavació de salvament després d'una prospecció prèvia l'any 1994. Els primers treballs de prospecció permeteren detectar dos sectors d'interès a la balma: Can Bosc I, situat sota la pròpia balma i corresponent a un enterrament de cronologia calcolítica, i Can Bosc II, situat en un petit replà a l'extrem on s'acaba la balma.
- CAN BOSC I: Es tracta d'un dipòsit d'enterrament col·lectiu secundari.[1]
- CAN BOSC II: L'excavació realitzada el 1995 amb motiu de les obres efectuades a l'eix transversal va aportar 400 peces d'indústria lítica a base de micròlits, entre els que predominen els gratadors i algunes puntes de sageta. L'anàlisi tipològica de les peces sembla indicar una cronologia epipaleolítica per aquest sector. Pot tractar‐se d'un assentament de curta durada on es tractaven les pells.[1]

## Troballes
Al decurs de l'excavació de 1995 aparegueren un total de deu cranis dins un conjunt de 500 ossos humans, amuntegats en una estreta franja a la part central de la balma. Com a material aparegué una dena de collaret. Tot això permet situar la cronologia d'aquest sector en el període Calcolític.